# Stazione di Nishinomiyanajio
La Stazione di Nishinomiyanajio (西宮名塩駅?, Nishinomiyanajio-eki) è una stazione ferroviaria di Nishinomiya, città della prefettura di Hyōgo in Giappone sulla linea Fukuchiyama e servita dal servizio JR Takarazuka della JR West.

## Servizi ferroviari
West Japan Railway Company
■ Linea JR Takarazuka

## Struttura
La stazione è dotata di due marciapiedi laterali per due binari. In media circolano circa 4 treni locali e due rapidi all'ora per tutto il giorno, per un treno ogni 10 minuti circa, con rinforzi in direzione Osaka la mattina.
| 1 | ■ Linea JR Takarazuka | per Sanda, Sasayamaguchi e Fukuchiyama         |
| 2 | ■ Linea JR Takarazuka | per Takarazuka, Amagasaki, Osaka e Kitashinchi |

## Stazioni adiacenti
| «                   | Servizio              | »                   |
| Linea JR Takarazuka | Linea JR Takarazuka   | Linea JR Takarazuka |
| ------------------- | --------------------- | ------------------- |
| Namaze              | Locale                | Takedao             |
| Takarazuka          | Rapido Rapido Tambaji | Sanda               |